# Teorie her
Jako teorie her nebo též teorie strategických her se označuje disciplína aplikované matematiky, která analyzuje široké spektrum konfliktních rozhodovacích situací, které mohou nastat kdekoliv, kde dochází ke střetu zájmů. Herně-teoretické modely se pak snaží tyto konfliktní situace nejen analyzovat, ale sestavením matematického modelu daného konfliktu a pomocí výpočtů se snaží nalézt co nejlepší strategie pro konkrétní účastníky takových konfliktů. Teorie her se uplatňuje v mnoha oblastech lidské činnosti od politologie a válečnictví přes vězeňství, ekonomii a sociologii až po biologii a psychologii, a to zejména v matrimoniologii vč. matrimoniopatologie.
Teorii her založil jeden z předních matematiků John von Neumann, když v roce 1944 vydal spolu s Oskarem Morgensternem publikaci Theory of Games and Economic Behavior.

## Zápis her
V teorii her jsou hry formálně definovanými pojmy. Hra obsahuje hráče, jejich možné tahy (nebo akce nebo strategie) a funkci udávající zisk každého hráče v závislosti na provedených tazích. V literatuře se hry zapisují jedním ze dvou následujících způsobů.

### Normální forma
Normální forma hry je většinou reprezentována maticí, která zobrazuje hráče, jejich možné strategie a možné zisky (viz tabulka vpravo). Obecněji může být reprezentována funkcí, která přiřazuje zisk každému hráči na základě dané kombinace tahů. V příkladě vpravo jsou dva hráči. Úkolem prvního hráče je vybrat řádek, úkolem druhého je vybrat sloupec. Každý hráč má dvě možnosti. Zisky jsou zapsány uvnitř matice, první číslo určuje zisk pro hráče 1, druhé určuje zisk pro hráče 2. Pokud tedy první hráč vybere A a druhý X, zisk prvního hráče je 4 a zisk druhého hráče je 3.
U her v normální formě se předpokládá, že hráči vybírají tahy zároveň, nebo alespoň nevědí, který tah vybral protihráč. Pokud hráči mohou znát tahy protihráče, uvádí se hra většinou v extenzivní formě.

### Extenzivní forma

Hra v extenzivní formě

Extenzivní forma hry bývá používána k formalizaci her, ve kterých hraje roli pořadí tahů. Hry jsou prezentovány jako stromy (viz obrázek vlevo). Každý uzel zde reprezentuje místo, ve kterém některý z hráčů vybírá tah. Hráč, který vybírá tah, je určen číslem napsaným u uzlu. Hrany reprezentují možné tahy hráče. Zisk pro jednotlivé hráče je specifikován v listu stromu.
Ve hře na obrázku jsou dva hráči. Hráč 1 vybírá první a má na výběr buď F, nebo U. Hráč 2 vidí tah hráče 1 a poté vybere buď A, nebo R. Předpokládejme, že hráč 1 vybere U a hráč 2 vybere A. Potom zisk prvního hráče je 8 a zisk druhého hráče je 2.
Extenzivní forma může zobrazit i situaci, kdy hráči vybírají tahy zároveň a také hry s neúplnou informací. Pokud hráč neví, ve kterém z několika stavů je, zakreslí se okolo těchto stavů kružnice.

## Typy her

### Hry snulovým součtem a hry snenulovým součtem
V případě her s nulovým součtem je celkový užitek pro všechny zúčastněné hráče a pro každou kombinaci strategií roven nule. Jinak řečeno, vítězný hráč získává na úkor ostatních. Příkladem takové hry je například go, šachy nebo poker.
V reálném světě se většinou vyskytují hry s nenulovým součtem (v podnikání, politice, příkladem může být vězňovo dilema), kdy některé výsledky přinášejí celkový čistý užitek větší nebo menší nule.
- Neboli zisk jednoho hráče nemusí pro jiného hráče nutně znamenat ztrátu.
- Naopak také existují hry se záporným součtem, pokud by se např. uvažovaly pouze dvě strany burzovního obchodu: Je nutné uhradit také transakční náklady. Ovšem pokud by se broker uvažoval jako třetí hráč, šlo by opět o nulový součet.

### Hry súplnými informacemi a hry sneúplnými informacemi
Ve hrách s úplnými informacemi má každý hráč k dispozici stejné informace týkající se hry jako všichni ostatní hráči. Příkladem mohou být šachy. Naopak hrou s neúplnými informacemi je poker nebo vězňovo dilema (viz též bayesovské hry). Hry s úplnými informacemi se v běžném životě vyskytují zřídka.

### Spolupráce nebo nespolupráce
Hra je kooperativní (spolupracující) pouze tehdy, pokud hráči dokáží dodržet závazky. Příkladem je oblast práva, kdy všichni musí splnit své sliby. V nespolupracujících hrách toto není možné a často se předpokládá, že komunikace mezi hráči je povolena pouze v kooperativních hrách. Nicméně tato klasifikace na dvou binárních kritériích byla zpochybňována, a někdy odmítnuta (J. Harsányi (1974)).
Z těchto dvou typů her je nespolupracující hra přesnější a propracovaná do nejjemnějších detailů, zatímco kooperativní hra je zaměřena na spolupráci a propojení dvou přístupů. Nashův program stanovuje mnoho výsledků spolupráce jako ekvilibrium nespolupráce.
Hybridní hra obsahuje jak spolupráci, tak nespolupráci. Příkladem je, když hráči tvoří koalici – jsou ve spolupráci, ale zároveň hrají mezi sebou nespolupracující hru.

### Symetrické a asymetrické
Symetrická hra je hra, ve které výsledky dané strategie závisí na hraných strategiích ostatních hráčů, a ne na tom, kdo je hraje. Pokud se mohou hráči vyměnit, aniž by se změnila výsledná čísla, pak je hra symetrická. Většinou pro symetrii byly studované hry 2x2 a byly symetrické. Příklady symetrických her jsou vězňovo dilema, začátek lovu a hra na kuře. Většina studovaných her pro asymetrii byly s rozdílnými strategiemi. Například hra diktátora má rozdílné strategie pro každého hráče. Nicméně je možné mít strategie stejné pro oba hráče, a přesto bude hra asymetrická.

### Současné a sekvenční
Současné hry jsou ty hry, v nichž se oba hráči pohybují současně, a když ne, tak hráč který se pohybuje později, nemá žádné informace o předchozím tahu soupeře.
Sekvenční (nebo dynamické) hry jsou takové, ve kterých hráči znají něco o předchozím tahu soupeře (ale nemusí mít dokonalé znalosti). Třeba to, kolik udělal soupeř tahů. Často normální forma hry je používaná pro současné hry a extenzivní forma pro hry sekvenční.

### Diskrétní a pokračující
Kontinuální hry umožňují hráčům zvolit strategii z nepřetržité sady strategií. Příkladem je Cournot soutěž obvykle modelovaná pomocí strategií hráčů na jakékoli nezáporné množství, včetně množství zlomků.